# 19447 Jessicapearl
19447 Jessicapearl este un asteroid din centura principală de asteroizi.

## Descriere
19447 Jessicapearl este un asteroid din centura principală de asteroizi. A fost descoperit pe 31 martie 1998 la Socorro, New Mexico, în cadrul proiectului LINEAR. Asteroidul prezintă o orbită caracterizată de o semiaxă mare de 2,29 ua, o excentricitate de 0,11 și o înclinație de 5,9° în raport cu ecliptica.